# Station Galmaarden
Station Galmaarden is een spoorwegstation langs spoorlijn 123 in de gemeente Galmaarden.
Ter ere van de vele mijnwerkers die vanuit Vlaanderen naar de Waalse mijnen spoorden, werden naast de ingang van het glazen stationsgebouw twee replica's van mijnliften geplaatst.
Sinds 28 juni 2013 zijn de loketten van dit station gesloten en is het een stopplaats geworden. Voor de aankoop van allerlei vervoerbewijzen kan men terecht aan de biljettenautomaat, of via andere verkoopskanalen.

## Treindienst
| Serie | Treinsoort | Route                                   | Bijzonderheden                                                        |
| ----- | ---------- | --------------------------------------- | --------------------------------------------------------------------- |
| S 6   | GEN (NMBS) | Zottegem – Denderleeuw – Geraardsbergen | Rijdt alleen op werkdagen. Tijdens de spits een rit vanaf Oudenaarde. |

## Reizigerstellingen
De grafiek en tabel geven het gemiddeld aantal instappende reizigers weer op een week-, zater- en zondag.
| Tabel: aantal instappende reizigers station Galmaarden | Tabel: aantal instappende reizigers station Galmaarden | Tabel: aantal instappende reizigers station Galmaarden | Tabel: aantal instappende reizigers station Galmaarden |
|                                                        | Weekdag                                                | Zaterdag                                               | Zondag                                                 |
| ------------------------------------------------------ | ------------------------------------------------------ | ------------------------------------------------------ | ------------------------------------------------------ |
| 1977                                                   | 788                                                    | 47                                                     | 39                                                     |
| 1978                                                   | 827                                                    | 50                                                     | 42                                                     |
| 1979                                                   | 773                                                    | 61                                                     | 49                                                     |
| 1980                                                   | 726                                                    | 42                                                     | 32                                                     |
| 1981                                                   | 806                                                    | 67                                                     | 39                                                     |
| 1982                                                   | 622                                                    | 52                                                     | 27                                                     |
| 1983                                                   | 632                                                    | 26                                                     | 17                                                     |
| 1984                                                   | 622                                                    | 66                                                     | 47                                                     |
| 1985                                                   | 686                                                    | 76                                                     | 68                                                     |
| 1986                                                   | 781                                                    | 51                                                     | 50                                                     |
| 1987                                                   | 858                                                    | 73                                                     | 52                                                     |
| 1988                                                   | 571                                                    | 89                                                     | 55                                                     |
| 1989                                                   | 640                                                    | 54                                                     | 71                                                     |
| 1990                                                   | 601                                                    | 66                                                     | 61                                                     |
| 1991                                                   | 616                                                    | 87                                                     | 57                                                     |
| 1992                                                   | 669                                                    | 61                                                     | 70                                                     |
| 1993                                                   | 511                                                    | 63                                                     | 59                                                     |
| 1994                                                   | 572                                                    | 41                                                     | 45                                                     |
| 1995                                                   | 626                                                    | 78                                                     | 84                                                     |
| 1996                                                   | 446                                                    | 58                                                     | 55                                                     |
| 1997                                                   | 609                                                    | 43                                                     | 49                                                     |
| 1998                                                   | 460                                                    | 32                                                     | 12                                                     |
| 1999                                                   | 291                                                    | 30                                                     | 18                                                     |
| 2000                                                   | 355                                                    | 52                                                     | 30                                                     |
| 2001                                                   | 353                                                    | 30                                                     | 22                                                     |
| 2002                                                   | 405                                                    | 23                                                     | 18                                                     |
| 2003                                                   | 440                                                    | 26                                                     | 18                                                     |
| 2004                                                   | 413                                                    | 23                                                     | 26                                                     |
| 2005                                                   | 453                                                    | 19                                                     | 14                                                     |
| 2006                                                   | 312                                                    | 24                                                     | 14                                                     |
| 2007                                                   | 385                                                    | 20                                                     | 16                                                     |
| 2008                                                   | -                                                      | -                                                      | -                                                      |
| 2009                                                   | 502                                                    | 13                                                     | 9                                                      |
| 2010                                                   | -                                                      | -                                                      | -                                                      |
| 2011                                                   | -                                                      | -                                                      | -                                                      |
| 2012                                                   | 394                                                    | 17                                                     | 8                                                      |
| 2013                                                   | 412                                                    | 39                                                     | 5                                                      |
| 2014                                                   | 398                                                    | 31                                                     | 16                                                     |
| 2015                                                   | 297                                                    | 34                                                     | 28                                                     |
| 2016                                                   | 329                                                    | 45                                                     | 45                                                     |
| 2017                                                   | 311                                                    | 49                                                     | 43                                                     |
| 2018                                                   | 339                                                    | 51                                                     | 61                                                     |
| 2019                                                   | 354                                                    | 44                                                     | 52                                                     |
| 2020                                                   | 225                                                    | 43                                                     | 36                                                     |
| 2021                                                   | -                                                      | -                                                      | -                                                      |
| 2022                                                   | 478                                                    | 61                                                     | 62                                                     |
| 2023                                                   | 516                                                    | 172                                                    | 141                                                    |
| 2024                                                   | 510                                                    | 112                                                    | 78                                                     |

0,0: Geraardsbergen ·
4,6: Viane-Moerbeke ·
8,3: Galmaarden ·
10,3: Tollembeek ·
12,2: Herne ·
16,1: Edingen ·
19,9: Grandchamps ·
22,8: Rognon ·
29,0: 's-Gravenbrakel